# James Chaloner
Pour les articles homonymes, voir Chaloner.
James Chaloner (Londres, 1603-Londres, 1660) fut gouverneur de l'île de Man de 1659 à 1660.
Quatrième fils de Thomas Chaloner, de Guisborough, dans le Yorkshire (Angleterre), et d'Elizabeth Fleetwood, il est nommé commissaire de l'île de Man le 17 août 1652 par Lord Fairfax et est de ce fait chargé d'administrer les affaires du seigneur de l'île. Son attitude diligente plaît tant au seigneur que celui-ci le nomme gouverneur de l'île en 1659.
En raison de sa participation au jugement et à la condamnation du roi Charles Ier, alors qu'il était sur le point d'être emprisonné, il préfère se suicider par l'absorption d'un poison en juillet 1660.

## Origines et famille
Le grand-père de James Chaloner, sir Thomas Chaloner, obtint son titre de noblesse à la suite de la bataille de Musselburgh. Il mourut en 1565, après avoir été ambassadeur en Espagne et en Allemagne.
Le frère de James Chaloner, Edward Chaloner, aumônier de Jacques Ier, fut l'un des plus célèbres prédicateurs de son temps. Il mourut de la peste en 1625.